# Сиху
Сиху́ (кит. упр. 西湖, пиньинь Xī Hú, букв. «Западное озеро») — знаменитое пресноводное озеро в центре города субпровинциального значения Ханчжоу провинции Чжэцзян Китайской народной республики. Озеро пересекают дамбы Суди (кит. упр. 蘇堤, пиньинь Sū Dī, «Дамба Су Дунпо»), Боди (кит. упр. 白堤, пиньинь Bái Dī, «Дамба Бо Цзюйи») и Янгунди (кит. упр. 楊公堤, пиньинь Yánggōng Dī ). 24 июня 2011 года озеро Сиху с окрестными храмами, мостами и садами было внесено ЮНЕСКО в список Всемирного наследия.

## Общее описание
Озеро Сиху («Западное озеро») расположено с западной стороны исторического центра города Ханчжоу; с трёх остальных сторон оно окружено горами. Объём воды — 0,01429 км³. Площадь поверхности — 6,5 км². Остров Гушань, дамбы Суди, Боди и Янгунди делят озеро на пять зон: Внешнее Западное озеро (外西湖), Западное внутреннее озеро (西裡湖), Северное внутреннее озеро (北裡湖), Малое южное озеро (小南湖) и озеро Юэ (岳湖). Остров Гушань — это самый крупный естественный остров на озере. В центре Внешнего Западного озера лежат три рукотворных острова: Сяоинчжоу (小瀛洲), Хусиньтин (湖心亭) и Жуаньгундунь (阮公墩).
Озеро Сиху изображено на тыльной стороне купюры в один юань образца 2004 года.

## История
Самое старое название озера — Улиньшуй («Вода с горы Улинь»). Впоследствии озеро было известно в истории под различными названиями, но самыми распространёнными стали два: Цяньтанху («Цяньтанское озеро»; город Ханчжоу в древности назывался «Цяньтан») и Сиху («Западное озеро», то есть озеро, расположенное к западу от Ханчжоу). Название «Сиху» впервые появилось в двух поэмах Бо Цзюйи. С тех пор поэты и писатели обычно использовали именно это название, а название «Цяньтанху» постепенно вышло из употребления. В официальном документе название «Сиху» впервые употребил поэт Су Дунпо, когда он был губернатором этих мест.

### От династии Цинь до династии Тан
Озеро постепенно образовалось около двух тысяч лет назад из лагуны реки Цяньтан.
При династии Тан озеро занимало примерно 10,8 км² — вдвое больше своего нынешнего размера. Так как в то время не велось никаких мелиоративных работ, то озеро выходило из берегов в случае сильных дождей и уменьшалось в размерах в случае засухи.
В 781 году губернатором Ханчжоу был назначен Ли Ми. Чтобы обеспечить горожан питьевой водой, он приказал выкопать шесть глубоких колодцев, и соединить их с озером подземными трубами. Остатки одного из этих колодцев сохранились до нашего времени.
В конце VIII века губернатором Ханчжоу стал Бо Цзюйи. Он понял, что сельское хозяйство зависит от воды из Сиху, но из-за нерадивости прежних губернаторов дамбы пришли в негодность, и поля теперь страдают от засухи. По его приказу была сооружена крепкая и прочная дамба, контролирующая уровень воды, и тем самым была решена проблема орошения полей. Благосостояние жителей улучшилось, и у Бо Цзюйи появилось время, чтобы посещать озеро и любоваться его красотами. По его приказу, вдоль дороги, идущей по дамбе, были высажены деревья, чтобы сделать пешие путешествия более удобными и приятными.

### От Эпохи пяти династий до династии Сун
В эпоху пяти династий и десяти царств город Ханчжоу стал столицей царства У Юэ. Удобное прибрежное положение Ханчжоу сделало город центром торговли — как прибрежной, так и заморской. В связи с тем, что императоры У Юэ почитали буддизм, в этот период было построено большое количество буддийских храмов и пагод, а сам район стали называть «землёй буддизма».
Два века спустя, уже при династии Сун, губернатором Ханчжоу стал другой великий поэт — Су Ши. Ему тоже пришлось решать проблемы орошения окрестных земель, и он также прославился построением дамбы.
С 1227 года Ханчжоу стал столицей династии Южная Сун. Начался резкий рост численности населения, активно развивалась экономика, и красоты озера Сиху стали широко известны, так как о них писали многие столичные поэты.

### От династии Юань до династии Цин
Во времена династии Юань Ханчжоу оставался процветающим городом. Согласно «Истории династии Юань», в 1309 году только за полгода город посетило свыше 1200 иностранных визитёров. В период монгольского правления в Ханчжоу побывал знаменитый венецианский путешественник Марко Поло. Во времена Хубилая, в годы правления под девизом «Чжиюань» (1264—1294) озеро было вновь углублено. Однако к концу монгольского правления частные владельцы монополизировали водные ресурсы, внимание к озеру ослабло, и оно стало постепенно превращаться в болото.
При династии Мин Ханчжоу начал восстанавливать своё богатство. Губернатор Ян Мэнъин при поддержке специального уполномоченного Цзюй Ляна сломил сопротивление местных магнатов и получил разрешение углубить озеро. Работы длились 152 дня, стоили 23.607 лян серебра, было уничтожено много незаконных полей, озеро Сиху восстановило вид, который оно имело при династиях Тан и Сун. За счёт извлечённой из озера земли была расширена дамба Суди, а также выстроена дамба Янгунди.
Во времена династий Мин и Цин озеро многократно углублялось; из извлечённой земли были насыпаны острова Сюйсиньтин и Сяоинчжоу.
При династии Цин императоры, правившие под девизами «Канси» и «Цяньлун», неоднократно посещали южный Китай и много раз бывали в Ханчжоу; они оставили многочисленные записи о видах озера Сиху. Во времена правления под девизом «Цяньлун» братья Цюй Хао и Цюй Хань написали книгу «Взгляд на озеро и холмы», в которой описали 1016 достопримечательностей в районе озера Сиху — это был первый в истории туристический путеводитель по Ханчжоу.

### От Китайской республики до третьего тысячелетия
В конце династии Цин и в начале периода Китайской республики были построены железные дороги Шанхай-Ханчжоу-Нинбо и Чжэцзян-Цзянси, а также автострады Ханчжоу-Шанхай, Ханчжоу-Нанкин и Ханчжоу-Нинбо. Улучшенные транспортные возможности привели к росту числа туристов как из Китая, так и из-за рубежа. Местные власти стали создавать условия для отдыха и улучшать достопримечательности в Ханчжоу и вокруг озера Сиху.
25 сентября 1924 года, из-за постоянных подкопов под фундамент, неожиданно обрушилась пагода Лэйфэн, в результате чего озеро Сиху лишилось одного из классических видов. Это событие оказалось шоком для общественности; знаменитый писатель Лу Синь оставил две заметки об этом инциденте.
6 июня — 20 октября 1929 года правительство провинции Чжэцзян провело международную «Выставку у озера Сиху», которую посетило свыше 20 миллионов человек.
После образования КНР Ханчжоу стал первым туристским центром страны. Местные власти взяли под охрану горный район вокруг озера и высадили много деревьев, а также провели большие работы по углублению озера. В 1959 году озеро Сиху посетили 1400 иностранных туристов, 2300 туристов из Гонконга и свыше 5 миллионов туристов из Китая. После Культурной революции произошёл резкий рост числа туристов: в 1978 году озеро Сиху посетило 53 тысячи туристов из-за границы (включая Гонконг и Макао) и свыше 6 миллионов туристов из Китая.
С 20 октября по 10 ноября 2000 года, после перерыва в 71 год, вновь состоялась международная «Выставка у озера Сиху», которую посетило 1.400.000 человек из Китая и из-за границы.

### Проект обновления южного берега Сиху
С февраля по октябрь 2002 года власти города Ханчжоу создали четыре общественных парка на южном берегу озера Сиху, которые открыты круглые сутки всю неделю. 25 октября 2002 года на месте пагоды Лэйфэн, обрушившейся за 78 лет до этого, была открыта новая пагода, высотой 71,7 м.

## Природа

### Флора
Вокруг озера Сиху растут самые разные растения, которые цветут в разное время года: магнолия обнажённая, сакура, гибискус изменчивый, османтус душистый и др.
Персиковые деревья: на берегах озера, а также вдоль дамб Су Дунпо и Бо Цзюйи высажено большое количество персиковых деревьев и ив; говорят, что на одну иву приходится по три персиковых. Сезон цветения персиков в Ханчжоу обычно длится с конца февраля до середины апреля.
Лотосы: целый ряд мест в Ханчжоу имеет в своём названии слово «лотос» — например, «лотосовый пруд» или «лотосовый переулок». Живший при династии Сун поэт Ян Ваньли написал стихи про лотосы с озера Сиху, что прославило местные цветы. В настоящее время в районе озера имеется 14 районов, где выращивают лотосы. Согласно статистике, они начинают цвести в начале июня, достигают пика цветения к концу июня и прекращают цветение к концу августа-началу сентября.
Османтусы: османтус является символом города Ханчжоу. Османтусы различных видов массово растут в парках вокруг озера. Период их цветения длится с начала сентября до начала ноября.
Слива мэйхуа: период цветения сливы мэйхуа приходится на время китайского Нового года (конец января — конец февраля).

### Фауна
Благодаря тому, что городские власти уделяют большое внимание защите окружающей среды, экологическая ситуация в районе озера Сиху постепенно улучшается. На озере живут кряквы и зимородки, в озере встречаются карпы кои, а среди деревьев на берегах видны стрижи.

## Десять видов Сиху
Традиционно насчитывают десять лучших видов озера Сиху, про каждый из которых имеется фраза из четырёх иероглифов; вместе они известны как «10 видов Сиху» (кит. 西湖十景). Каждый из них помечен стелой, на которой выгравированы иероглифы, начертанные кистью императора, правившего под девизом «Цяньлун». Эти десять видов таковы:
- С дамбы Су Дунпо весной (蘇堤春曉)
- Искривлённый двор и Лотосовый бассейн летом (曲院風荷)
- Луна над мирным озером осенью (平湖秋月)
- Остатки снега на мосту зимой (斷橋殘雪)
- Пагода Лэйфэн на закате (雷峰夕照)
- Два пика, пронзающие облака (雙峰插雲)
- Иволги, поющие в ивах (柳浪聞鶯)
- Вид рыб в цветочном пруду (花港觀魚)
- Три пруда, завлекающие луну (三潭印月)
- Вечерний колокол на холме Наньпин (南屏晚鐘)

## Достопримечательности
- Кумирня Юэ Фэя (岳王庙)

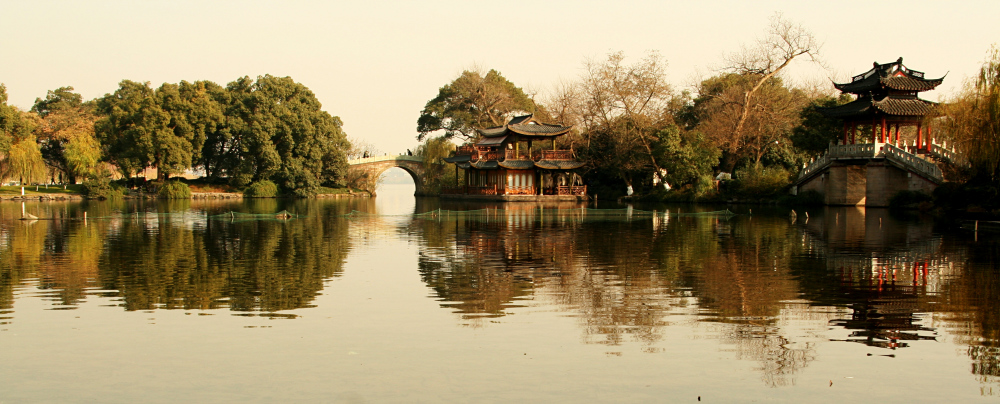
Пагода на берегу озера

- Чань-буддийский храм Линъиньсы (灵隐寺) с окружающими холмами и садами
- Фермы, где выращивается чай Лунцзин
- Буддийский храм Цзинцысы (净慈寺)
- Минеральный источник мчащегося тигра (虎跑夢泉)
- Могила поэтессы Су Сяосяо
- Могила народного героя У Суна

## Связанные с озером события
Сиху считается инкарнацией Си Ши — одной из четырёх красавиц Древнего Китая. Из-за этого озеро Сиху с древних времён оказывалось связанным с поэтами-романтиками, философами, национальными героями и героинями.
- Живший при династии Цзинь философ Гэ Хун занимался даосизмом в этих местах.
- Живший при династии Тан поэт Ло Бинван стал монахом в храме Линъиньсы на берегу озера Сиху.
- Живший при династии Тан поэт Бо Цзюйи, став губернатором Ханчжоу, построил дамбу, названную в его честь «дамба Бо» (Боди).
- Живший при династии Тан поэт Су Дунпо, став губернатором Ханчжоу, построил дамбу, названную в его честь «дамба Су» (Суди). Эта дамба стала одной из достопримечательностей озера. Также он придумал специальный рецепт приготовления свинины; приготовленную по этому рецепту свинину можно попробовать в любом ресторане Ханчжоу.
- Могила жившего при династии Сун национального героя Юэ Фэя расположена возле озера Сиху.
- Живший при династии Мин писатель-эссеист Чжан Дай написал много эссе об озере Сиху в сборнике «Думы и мечты в Даоань», и даже целую книгу «Во сне в поисках Сиху».
- Озеро Куньминху на территории Летнего дворца в Пекине было сделано из существующего озера так, чтобы имитировать озеро Сиху.
- Пруд в центре парка Кюсиба-Рикю в Токио был создан под влиянием озера Сиху.